# Диговоща
Диговоща — река в России, протекает по Крестецкому району Новгородской области. Течёт на юго-восток. Устье реки находится в 14 км от устья Ямницы по правому берегу, на территории Валдайского района. Длина реки составляет 10 км.
Единственный населённый пункт на реке — нежилая деревня Диговоща. Высота устья — 48 м над уровнем моря.

## Данные водного реестра
По данным государственного водного реестра России относится к Балтийскому бассейновому округу, водохозяйственный участок реки — Ловать и Пола, речной подбассейн реки — Волхов. Относится к речному бассейну реки Нева (включая бассейны рек Онежского и Ладожского озера).
Код объекта в государственном водном реестре — 01040200312102000022387.